# Дом за лица с инвалидитетом Вишеград
ЈУ Дом за лица с инвалидитетом, Вишеград је јавна установа социјалне заштите основана 1961. године у Вишеграду. Дјелатност Завода је збрињавање умјерено, теже и тешко ментално заосталих лица, вишеструко ометених у развоју и обољелих од аутизма.

## Историјат
Основан је рјешењем Извршног Вијећа Социјалистичке републике БиХ 1961. под називом Дјечји дом у Вишеграду, а почео је да ради 1. априла 1963, када је у њему боравило 75 штићеница. Од 29. априла 1967. установа дјелује под називом Завод за заштиту женске дјеце и омладине, Вишеград. У периоду од 1963. до 1971. године Завод је био смјештен у насељу Душче. Нови комплекс, са пет павиљона и пратећим објектима, мини-фармом и школом, изграђен је 1971. године. У окружењу су се налазили воћњаци и њиве за мини-економију. Деведесетих година 20. вијека у Заводу је боравило око 400 особа женског пола лаке и умјерене менталне ометености. Због ратних дејстава у БиХ  новембра 1992, сви који су били смјештени у овом заводу евакуисани су у Завод за лијечење, рехабилитацију и социјалну заштиту "Јакеш" у Модричи. У овом периоду установа је претрпјела многа оштећења и била је прихватни центар за расељена лица. Одлуком Владе Републике Српске, 2003. поново је основан Завод за заштиту женске дјеце и омладине. Сви објекти су реновирани, а вратило се педесетак штићеница. Од 2013. установа носи назив Дом за лица са инвалидитетом, Вишеград. Установа лицима са умјереном, тежом и тешком менталном ометеношћу, вишеструко ометеним у развоју и обољелим од аутизма обезбјеђује здравствену заштиту (примарну и секундарну), социјалну рехабилитацију и збрињавање, те васпитно-образовни рад и радно ангажовање.
Служба здравствене заштите је тимски организована и обавља послове у координацији са љекарима, социјалном службом и дежурним особљем. Организују се радионице радно-окупационе терапије (умјетничка и грнчарска радионица, плетење, шивење, вез, хеклање, ткање и таписерија), у којима свако учествује према својим интересовањима и психофизичким могућностима. Радна терапија, између осталог, развија мотивацију, самосталност, спретност у обављању једноставних радњи и подстиче стварање радних навика. Радови се излажу на разним манифестацијама
(од 2017. на манифестацији "Зимзоград" у Вишеграду; од 2019. на манифестацији "Златне руке Подриња"), а од 2019. могу се наћи и у локалним сувенирницама. Посебна пажња посвећује се социјализацији. Организују се одласци у град, на излете, а једном годишње и на море. У оквиру комплекса постоји базен.